# Glutenina
Glutenina é uma proteína formadora de glúten. É insolúvel em álcool e água porém solúvel em soluções ácidas diluídas. Tem alto peso molecular, baixa extensibilidade, alta elasticidade (porque tem ligações dissulfeto intra e intermoleculares) e massa elástica.